# Travis Mayer
Travis Mayer (Buffalo, 22 febbraio 1982) è un ex sciatore freestyle statunitense.

## Palmarès

### Olimpiadi
- 1 medaglia:
  - 1 argento (Salt Lake City 2002 nelle gobbe).